# Marcus Coloma
Marcus Coloma (n. 18 octombrie 1978, Middletown⁠(d), Lake County⁠(d), California, SUA) este un actor și un muzician american de origine italiană și hawaiană.

## Copilăria
Coloma s-a naăcut in Middletown, California.

## Cariera
Coloma a apărut la televizor în filmul Point Pleasant ca părintele Tomas și în seria South Beach ca Matt Evans.
În 2005, Coloma a jucat în Fox's Point Pleasant în rolul Părintele Tomas și l-a jucat pe Matt Evans în South Beach în 2006. A apărut în mai multe seriale de televiziune, inclusiv în rolul lui Marcus Johnson în drama CW One Tree Hill în 2006 și în rolul lui Leo Cruz în  emisiunea ABC Family, Make It or Break It din 2009 până în 2010. Coloma l-a jucat pe Părintele Jonas Alcaraz în Major Crimes în 2017 și l-a portretizat pe Clark Steedler în False Profits în 2018. S-a alăturat scientologiei în 2005, conform publicațiilor de pe site-ul Scientology. 